# Алферио
Алферио (Альферий) (лат. Alferius, итал. Alferio, Alferio Pappacarbone, 930, Салерно, Италия — 12 апреля 1050, Кава де Тиррени, Италия) — католический святой, основатель аббатства Святой Троицы, Италия.

## Биография
Алферио был послан князем Гвемаром II в качестве посла к императору Генриху II Святому искать военной помощи в борьбе с византийцами, которые угрожали границам княжества Салерно.
Пересекая Альпы он заболел и попросил гостеприимство в монастыре Chiusa San Michele и пообещал Богу, что если он выздоровеет, он оставит свою дипломатическую карьеру. Выздоровев, Алферио выполнил своё обещание и поступил в аббатство Клюни, где он был рукоположён в священника около 991 года.
Через несколько лет Гвемар III, князь Салерно, решил реформировать монастыри, находившиеся в его владениях. Для этой работы он призвал Алферио, который отправился в Салерно. Однако через некоторое время Алферио решил удалиться в пещеры около горы Finestra, где он вместе со своими двумя товарищами стал жить в отшельничестве и молитве. Вскоре возле Алферио стали собираться желающие жить отшельнической жизнью и Алферио основал монастырь, который сегодня известен как аббатство Святой Троицы в Кава де Тиррени.
Алферио умер в Великий четверг 12 апреля 1050 года в возрасте 120 лет. Он был похоронен в пещере, которая стала основой аббатства Святой Троицы.